# Anselm Ahlfors
Anselm Ahlfors (Kotka, 29 de diciembre de 1897-Jyväskylä, 13 de agosto de 1974) fue un deportista finlandés especialista en lucha grecorromana donde llegó a ser subcampeón olímpico en París 1924.

## Carrera deportiva
En los Juegos Olímpicos de 1924 celebrados en París ganó la medalla de plata en lucha grecorromana estilo peso gallo, tras el estonio Eduard Pütsep (oro) y por delante de su paisano finlandés Väinö Ikonen (bronce).